# Atlus
Atlus (jap. アトラス, Atorasu) ist ein japanischer Entwickler und Publisher von Computerspielen sowie Hersteller und Distributor von Arcade-Automaten. Bis 2010 war Atlus ein eigenständiges Unternehmen namens K.K. Atlus (株式会社アトラス, Kabushiki-gaisha Atorasu, engl. Atlus Co., Ltd.), inzwischen ist es ein Label für Computerspiele des Unternehmens K.K. Index (engl. Index Corporation). Atlus ist insbesondere bekannt für das taktische Rollenspiel Tactics Ogre und die Rollenspiel-Reihe Megami Tensei.

## Geschichte

Das Atlus-Logo bis 2013

Das Unternehmen Atlus wurde am 7. April 1986 gegründet. Im Juli 1995 brachte Atlus gemeinsam mit Sega die ersten Purikura-Automaten auf den Markt. Im April 1997 wird die Auslandstochter Atlus Entertainment Pte Ltd in Singapur und im März 1999 die Atlus U.S.A., Inc. in den Vereinigten Staaten gegründet. Im Juli 2000 ging Atlus eine Kapital- und Geschäftsverbindung mit Kadokawa Shoten ein. Im Januar 2005 wird in der Volksrepublik China die Shanghai Atlus Digital Eizō Yūgenkōshi (jap.)/Shanghai Atlus Digital Yingxiang Youxiangongsi (chin.) (上海アトラスデジタル影像有限公司, engl. Atlus Shanghai Digital Image Co., Ltd.) und im März in Tianjin die Atlus (Tianjin) Denshi Yūgenkōshi (jap.)/Atlus (Tianjin) Dianzi Youxiangongsi (chin.) (アトラス（天津）電子有限公司, engl. Atlus (Tianjin) Electronics Co., Ltd.) gegründet. Im selben Monat ging Atlus eine Kapital- und Geschäftsverbindung mit dem Spielwarenhersteller Takara Tomy ein, wurde im Oktober dessen Tochterunternehmen und übernahm im Januar 2004 dessen Computerspielsparte. Im März 2006 fing das Unternehmen mit dem Verkauf von Spielautomaten an, was es jedoch im September 2007 wieder einstellte.
Am 30. Oktober 2006 beschloss K.K. Index Holdings die Aktienmehrheit an Atlus aufzukaufen, wodurch Atlus zum 29. November 2006 zur Tochtergesellschaft der Holding wurde. Im Mai 2010 wurde Atlus zu einer 100 % Tochter von K.K. Index Holdings. Im Juli 2009 gab Atlus für das vergangene Geschäftsjahr einen Verlust von 2,397 Mrd. Yen (17,7 Mio. €) bei einem Umsatzrückgang von 17,4 % bekannt, im Gegensatz zu einem Gewinn von 587 Millionen Yen (3,47 Mio. €) im Vorjahr.
Am 30. August 2010 gab K.K. Index Holdings bekannt ihre beiden Töchter K.K. Index (Mobiltelefon-Anwendungen) und K.K. Atlus zum 1. Oktober zu verschmelzen. Die K.K. Index Holdings änderte dann zum 1. Dezember 2010 ihren Namen in K.K. Index um. Am 18. September 2013 wurde der Spielegeschäftsbereich – einschließlich Atlus – von Index durch Sega mit Wirkung zum 1. November 2013 übernommen und in das neu gegründete Tochterunternehmen K.K. Sega Dream überführt.
Im April 2017 beschloss Sega Sammy die Zusammenführung der Zentralbüros seiner diversen Tochterunternehmen, darunter auch Atlus, an einem gemeinsamen Standort in Shinagawa.

## Entwicklungsabteilungen
Atlus Entwicklungsaktivitäten verteilen sich auf drei interne Entwicklungsabteilungen.
- Creative Department 1st Production: verantwortlich für Shin Megami Tensei und deren diversen Ableger, darunter ursprünglich auch die Persona-Reihe. Daneben auch Schöpfer der Spielreihen Etrian Odyssey und Trauma Center.
- Creative Department 2nd Production (P-Studio): seit Persona 3 allein verantwortlich für die Persona-Reihe und ihre Ableger. Daneben Schöpfer des Puzzle-Adventures Catherine.
- Creative Department 3rd Production (Studio Zero): 2016 für den langjährigen Persona-Chefentwickler Katsura Hashino neu eingerichtete Abteilung zur Entwicklung neuer Marken abseits von Persona.[8] Erste Arbeit war die erweiterte Neuauflage Catherine: Full Body,[9] bis 2024 mit Metaphor: ReFantazio die erste Neuentwicklung erschien.

## Spiele von Atlus
- 1991: Spud’s Adventure (Game Boy)
- 1991: Golf Grand Slam (NES)
- 1991: Rockin Kats (NES)
- 1992: Wacky Races (NES)
- 1992: Widget (NES)
- 1992: BlaZeon (SNES)
- 1992: Shin Megami Tensei (SNES)
- 1993: Run Saber (SNES)
- 1993: Super Widget (SNES)
- 1993: World Soccer ’94: Road to Glory (SNES)
- 1994: Pieces (SNES)
- 1994: Power Instinct (Mega Drive, SNES)
- 1994: Super Valis IV (SNES)
- 1994: GP-1: Part II (SNES)
- 1995: Virtual Hydlide (Saturn)
- 1995: High Velocity: Mountain Racing Challenge (Saturn)
- 1995: Jack Bros. (Virtual Boy)
- 1997: Lunacy (Saturn)
- 1997: Space Griffon (PS One)
- 1997: Persona (PS One)
- 1997: Ogre Battle: Limited Edition (PS One)
- 1997: Peak Performance (PS One)
- 1998: Tactics Ogre (PS One)
- 1998: Kartia (PS One)
- 1998: Trap Gunner (PS One)
- 1998: Bomberman World (PS One)
- 1998: Guilty Gear (PS One)
- 1998: Eggs of Steel (PS One)
- 1998: Snowboard Kids (N64)
- 1999: Snowboard Kids 2 (N64)
- 1999: Revelations: A Demon Slayer (GBC)
- 1999: Brigandine: The Legend of Forsena (PS One)
- 1999: Bomberman Fantasy Race (PS One)
- 1999: Hellnight (PS One)
- 1999: Thousand Arms (PS One)
- 1999: Tail Concerto (PS One)
- 2000: Rhapsody: A Musical Adventure (PS One)
- 2000: Persona 2: Eternal Punishment (PS One)
- 2000: Ogre Battle 64: Person of Lordly Caliber (N64)
- 2000: Robopon: Sun Version (GBC)
- 2000: Maken X (Dreamcast)
- 2001: Super Dodge Ball Advance (GBA)
- 2001: Hoshigami: Ruining Blue Earth (PS One)
- 2001: Tsugunai: Atonement (PS2)
- 2001: Wizardry: Tale of the Forsaken Land (PS2)
- 2002: Skygunner (PS2)
- 2002: Dual Hearts (PS2)
- 2002: Tactics Ogre: The Knight of Lodis (GBA)
- 2002: Robopon 2: Cross Version und Ring Version (GBA)
- 2002: Cubivore (Gamecube)
- 2002: Shin Megami Tensei NINE (Xbox)
- 2003: Go! Go! Hypergrind (Gamecube)
- 2003: Lufia: The Ruins of Lore (GBA)
- 2003: Shining Soul (GBA)
- 2003: DemiKids: Dark Version und Light Version (GBA)
- 2003: Double Dragon Advance (GBA)
- 2003: King of Fighters EX2: Howling Blood (GBA)
- 2003: Disgaea: Hour of Darkness (PS2)
- 2003: Shin Megami Tensei: Nocturne (PS2)
- 2004: Galleon (Xbox)
- 2004: Pro Fishing Challenge (Xbox)
- 2004: Shining Soul II (GBA)
- 2004: River City Ransom EX (GBA)
- 2004: Shining Force: Resurrection of the Dark Dragon (GBA)
- 2005: Riviera: The Promised Land (GBA)
- 2005: Super Army War (GBA)
- 2005: Puyo Pop Fever (NDS)
- 2005: Trauma Center: Under the Knife (NDS)
- 2005: SBK: Snowboard Kids DS (NDS)
- 2005: Stella Deus: The Gate of Eternity (PS2)
- 2005: Shin Megami Tensei: Digital Devil Saga (PS2)
- 2005: Samurai Western (PS2)
- 2005: Shin Megami Tensei: Digital Devil Saga 2 (PS2)
- 2005: Magna Carta: Tears of Blood (PS2)
- 2006: Metal Saga (PS2)
- 2006: Steambot Chronicles (PS2)
- 2006: Rule of Rose (PS2)
- 2006: Shin Megami Tensei: Persona 3 (PS2)
- 2006: Shin Megami Tensei: Devil Summoner (PS2)
- 2006: Deep Labyrinth (NDS)
- 2006: Contact (NDS)
- 2006: Touch Detective (NDS)
- 2006: Summon Night: Swordcraft Story (GBA)
- 2006: Super Robot Taisen: Original Generation (GBA)
- 2006: Summon Night: Swordcraft Story 2 (GBA)
- 2006: Super Robot Taisen: Original Generation 2 (GBA)
- 2006: Yggdra Union (GBA)
- 2006: Trauma Center: Second Opinion (Wii)
- 2007: Trauma Center: New Blood (Wii)
- 2007: Etrian Odyssey (NDS)
- 2007: Odin Sphere (PS2)
- 2007: Shin Megami Tensei: Persona 3 FES (PS2)
- 2008: Shin Megami Tensei: Persona 4 (PS2)
- 2008: Etrian Odyssey II: Heroes oft Lagaard (NDS)
- 2009: Demon’s Souls (PS3)
- 2009: Persona 3 Portable (PSP, Switch, PS4, Win, XOne, XSeries)
- 2010: Etrian Odyssey III: The Drowned City (NDS)
- 2011: Radiant Historia (NDS, 3DS)
- 2011: Catherine (Classic) (PS3, Win, X360)
- 2012: Persona 4 Golden (PS Vita, PS4, Switch, XOne)
- 2012: Game of Thrones (Win, X360)
- 2012: Etrian Odyssey IV: Legends of the Titan (3DS)
- 2013: Etrian Odyssey Untold: The Millennium Girl (3DS)
- 2014: Shin Megami Tensei IV (3DS)
- 2014: Etrian Odyssey Untold II: The Fafnir Knight (3DS)
- 2015: Citizens of Earth (3DS, Wii U)
- 2015: Attack on Titan: Humanity in Chains (3DS)
- 2015: Etrian Mystery Dungeon (3DS)
- 2016: Tokyo Mirage Sessions ♯FE (Wii U)
- 2016: Persona 5 (PS3, PS4)
- 2016: Etrian Odyssey V (3DS)
- 2019: Etrian Odyssey Nexus (3DS)
- 2019: Catherine Full Body (PS4)
- 2020: Tokyo Mirage Sessions #FE Encore (Switch)
- 2020: Persona 5 Royal (PS4, XOne, Switch)
- 2020: Persona 5 Strikers (PS4, Switch)
- 2021: Shin Megami Tensei V (Switch)
- 2023: Persona 3 Portable (PS4, Switch, XOne)
- 2024: Persona 3 Reload (Win, PS5, PS4, XOne, XSeries)
- 2024: Metaphor: ReFantazio (PS4, PS5, XSeries, Win)